# Chanson d'Amour (The Manhattan Transfer)
Chanson d'Amour is een nummer geschreven door Wayne Shanklin, voornamelijk bekend in de coverversie van The Manhattan Transfer uit 1977.

## Originele versie
In 1958 verbleef het echtpaar Art And Dotty Todd in Los Angeles. Dit duo had in 1953 een Britse top-10 hit gehad met "Broken Wings" en hadden in Californië een eigen radioshow waarbij ze meezongen met de gedraaide platen.
Songwriter Wayne Shanklin had "Chanson d'Amour", een mierzoete liefdesballad met tekst in zowel het Engels als Frans, geschreven en bood deze aan de Todds aan. Hun versie, uitgebracht op Era Records, werd in de Verenigde Staten een top 10-hit.

## Versie van The Manhattan Transfer
De Amerikaanse zangroep The Manhattan Transfer nam "Chanson D'Amour" op voor hun album Coming Out uit 1976. De band leerde van het nummer via hun producer, Richard Perry. De zang, door Janis Siegel, werd in één take opgenomen. Siegel heeft aangegeven bij de zang geïnspireerd te zijn geweest door Édith Piaf.
Hoewel de single in hun thuisland weinig deed - verder dan plek 16 op de Easy Listening-hitlijst kwam het niet - werd het wel een grote hit in verschillende Europese landen. In Ierland, Noorwegen en het Verenigd Koninkrijk haalde de groep er een nummer-1 hit mee. Ook in Australië, België, Frankrijk, Nederland, Spanje en Zwitserland werd de Top 10 gehaald.
"Chanson d'Amour" werd de bestverkochte single van The Manhattan Transfer.

### NPO Radio 2 Top 2000
| Nummer met noteringen in de NPO Radio 2 Top 2000 | '99  | '00 | '01  | '02  | '03  |
| ------------------------------------------------ | ---- | --- | ---- | ---- | ---- |
| Chanson d'Amour                                  | 1156 | -   | 1933 | 1242 | 1977 |

1. ↑  Een '-' betekent dat het nummer niet was genoteerd en een vetgedrukt getal geeft de hoogste notering aan.
2. ↑  Deze tabel is bijgewerkt tot en met de laatste editie (2024).

## Andere versies
Het nummer is door veel artiesten opgenomen. The Fontane Sisters waren de eersten die het coverden en hun versie haalde gelijktijdig met die van Art and Dotty Todd de Amerikaanse hitlijsten.
In hetzelfde jaar nam de Belgische zangeres Angèle Durand een versie op waarin de Engelstalige delen naar het Duits vertaald waren. Deze vertaling werd in 1998 opnieuw opgenomen door Wendy Van Wanten.
In 1966 hadden The Lettermen een nummer-8 hit met hun cover. Sandler en Young namen "Chanson D'Amour" op voor hun album On the Move uit 1967. In 1978 werd "Chanson D'Amour" opgenomen door The Nolans voor hun album 20 Giant Hits en in 1993 namen The King's Singers hun versie op voor hun album Chanson d'Amour. Het nummer werd door de Italiaanse zangeres In-Grid opgenomen op haar album La Vie en Rose uit 2004.